# Margaret Hillert
Margaret Hillert (Saginaw (Míchigan), 22 de enero de 1920 – Beverly Hills (Míchigan) 11 de octubre de 2014) fue una escritora y poeta estadounidense especializada en literatura infantil. Hillert escribió cerca de ochenta libros para lectores iniciales. Comenzó a escribir poesía a muy temprana edad y pubnlicó sis primeros versos en 1961.
Es conocida por su serie Dear Dragon, que combina cuentos de un niño pequeño y su dragón mascota con notas instructivas, listas de palabras y actividades para promover las habilidades de lectura. Mediante el uso de vocabulario limitado y la repetición de palabras, sus libros tienen como objetivo ayudar a los lectores principiantes a adquirir habilidades y confianza. Los trabajos de Hillert fueron ilustrados por ilustradores como Ed Young, Nan Brooks, Kelly Oechsli, Kinuko Y. Craft y Dick Martin.

## Premio
- 1991 Premio Anual de la Mesa Redonda de Lectura Infantil de Chicago[6]
- 1993 Librería del año de la Asociación Nacional del Libro de Mujeres de Míchigan
- 1997 The Women of Wayne State “Headliner”[6]
- Premio David W Longe[2]